# Тонгва
Тонгва (англ. Tongva), также габриэлиньо (исп. Gabrieleño) — индейский народ, один из коренных народов Калифорнии.

## Этноним
Этноним габриэлино дан по названию испанской миссии Сан-Габриэль 1771 года. Представители народа предпочитают за последнее десятилетие наименование тонгва. Сегодня нет собирательного термина для обозначения этнолингвистической группы до прихода испанской миссии.
По имени великой созидающей силы из мифов индейского народа тонгва назван транснептуновый объект Квавар.

## Язык
Говорили на языке тонгва серранской группы, такийской ветви из северной (калифорнийской шошонской) подсемьи юто-ацтекской языковой семьи. Габриэлино является переходным вариантом между серрано-китанемук и купан. В тонгва выделяют диалект фернанденьо (исп. Fernandeño), названный по наименованию основанной в 1797 году миссии Сан-Фернандо, и также габриэлино. По мнению Альфреда Луиса Крёбера прежде существовало полдюжины материковых диалектов языка, но затем они стандартизировались в два диалекта, причастные к двум возникшим миссиям. Францисканцы из миссии Сан-Габриэль в 1814 году определили 4 языка (исп. idiomas) среди неофитов:
- Кокомкар — распространение точно неизвестно, возможно, побережье у каньона Санта-Моника на западе Лос-Анджелеса;
- Сиба — поселение Шиванга рядом с миссией;
- Карбонанга или Корбонамга — возможно, от Кавэнга, чьё название перекочевало на перевал Кавэнга на Голливудских холмах;
- Гвигуитамкар (Китанемук) — отдельный язык такийской ветви, на котором когда-то говорили в горной местности к северу и к востоку от миссии.

Последний носитель языка тонгва скончался в 1970 году. В наши дни попытки возрождения языка среди потомков тонгва проходят с переменным успехом.

## История
Заселили территории бассейна Лос-Анджелес от южного Элисо Крик до северного Топанга Крик, включая острова Сан-Клементе, Сан-Николас, Санта-Каталина. До устройства испанской миссии численность населения составляла предположительно 5-10 тысяч человек. Численность населения значительно снизилась после прихода европейцев. Те видели тонгва на Санта-Каталине в 1520 и 1602 годах. В поисках мифического пролива Аниан или северо-западного прохода мореплаватель Хуан-Родригез Кабрилло с командой остановился на зимовку 1542—1543 года на острове Санта-Каталина. Остров они назвали Сан-Сальвадор или Исла-Капитана, но также записали его индейское название как Лиму или Лимун (вместо Пиму, Пимунгна, Пипимар). Индейцы хотели, чтобы испанцы уплыли и напали на них. Кабрилло в бою сломал ногу и скончался от гангрены. Его похоронили в безымянной могиле где-то на острове.
В 1769 испанцы устроили своё поселение рядом с тонгва, в 1771 году основали миссию Сан-Габриэль. Жизнь тонгва резко изменилась. Обращённые в католичество индейцы должны были жить в пределах миссии или неподалёку. Ушедших в деревни или в горы индейцев испанские солдаты выслеживали и приводили в цепях обратно в миссию, где их пороли и принуждали к тяжёлому труду. Необращённых индейцев испанцы называли язычниками, а поселения ранчериями. Это название сегодня используется в Калифорнии для обозначения сельских поселений индейцев, не привязанных к резервации.
К 1785 году участились индейские восстания и выступления. К 1800-м годам многие индейцы интегрировались в систему миссии, другие продолжали оказывать сопротивления. В 1833 миссию секуляризировали, и многим тонгва пришлось переезжать на другие территории, кто-то обосновался в окрестностях. До 1860-х годов присутствие тонгва было очевидно на данных землях, но после они перестали быть видимым этносом. В 1979 году тонгва поддерживали своё этническое происхождение и тесно идентифицировались со своим культурным наследием.
В 1999 году воссоздано поселение тонгва в парке у реки Сан-Гейбриел, чуть ниже места основания миссии.

## Культура

### Образ жизни
Жили в больших деревнях (50 — 100 поселений) в овальных домах с куполообразными камышовыми крышами. В одном доме проживало до 50 человек 3 — 4 семей. Границы собственности владельца (деревья, столбы, скалы) отмечались копией его татуировки.
Социальное устройство тонгва предполагало строгую иерархию с элитарным, средним и низшим классами. Наследование владений шло от отца к сыну. Власть вождя определялась священными узами и сакральными знаниями. В политическом и религиозном управлении ему помогали посланцы, шаманы, отправители ритуалов, помощники. Вождь обычно полигамен, иногда моногамен.
Главные ритуалы проводились по случаю рождения, полового созревания, бракосочетания и смерти. Обычным явлением были смешанные браки между представителями тонгва и народами луисеньо, чумаши, кауилла.
Ежегодно в наши дни тонгва принимают участие в мероприятии «Прогулка предков», посещая деревни и погребения, чтобы почтить память предков и выступить против осквернения этих мест.

### Кухня
Основной пищей были жёлуди, шалфей, юкка, кактусы, олени, зайцы, грызуны, перепела, водоплавающие, моллюски, рыба, в том числе акулы. Готовили пищу в глиняных или каменных чашах либо засаливали, засушивали, коптили для долгого хранения. Для перемалывания орехов в муку использовались каменные тёрочники (manos) размером с кусок мыла и зернотёрки (metates).

### Мастерство
Посуду, курительные трубки лепили из глины, добываемой из русла реки или на отлогих склонах. Сухую глину осторожно смешивали с водой и песком, формировали из смеси длинные сигаровидные фрагменты, которые соединяли и создавали вазы. Готовые вазы полировали с помощью круглого камня и деревянной лопатки, обжигали несколько часов. Повседневную посуду для готовки не декорировали в отличие от церемониальных предметов. Некоторые исследователи полагают, что люди тонгва не использовали керамику до прихода францисканцев в 1771 году. Из базальта или гранита выделывались ножи, наконечники стрел и копий, скребки. Тонгва из мыльного камня и серпентина (за их прочность при нагревании или охлаждении) изготавливали чаши, украшения, курительные трубки, фигурки. Из сохранившихся до наших дней — каменные птицы, морские львы, морские котики, дельфины.
Высоко развито было мастерство плетения. Женщины плели / ткали юбки из травы, камыша, волокон коры ивы и тополя, также изготовляли орнаментированные корзины, коробки, шляпы, чаши столь плотно, что они не пропускали воду. Для ещё большей водонепроницаемости ёмкости намазывали смолой.
Мужчины из дерева вырезали чаши, каноэ, стрелы, лопаты, ковши, музыкальные инструменты, подносы, ложки и прочие необходимые предметы быта. Смола и вывар из кожи животных заменяли клей. Тонгва изготавливали три вида лодок:
- долблёнка,
- туле-бальсас[англ.] — небольшие лодки, плетённые из осоки tule (лат. Schoenoplectus acutus),
- большое дощатое мореходное каноэ ти’ат.

Вероятно, приморские тонгва переняли мастерство изготовления этих лодок у соседних чумашей. Лодки тонгва длиной 3,6 — 9 м рассчитывались на вместительность 15 взрослых человек.
Военное оружие включало: деревянные дубинки, луки с тетивой из сухожилий и тростниковыми стрелами, рогатки. Ядом гремучей змеи смазывались наконечники стрел.

### Одежда
Люди тонгва носили одеяла или накидки, а благодаря мягкому климату нередко дети и мужчины вовсе не носили одежду. Женщины всегда надевали юбки, иногда покрывали головы плетёными шляпами. Тонгва следили за гигиеной и купались ежедневно. Украшали себя рисунками и татуировками.
При пересечении каменистой местности обувались в сандалии из волокон юкки. Во время религиозных церемоний воины, вожди, знахари дополняли свои наряды перьями, бусинами, костями, мехом и ракушками.

## Торговля
Тонгва известны своей торговой активностью. Они использовали единоразмерные специальные корзинки, носимые в виде шляп, для отмеривания сухих продуктов, либо ракушки заменяли им деньги. Островные тонгва обменивали сушёную рыбу, шкуры морских млекопитающих, мыльный камень на шкуры оленей и зайцев, жёлуди, различные орехи, зерновые у континентальных индейцев. Мохаве с реки Колорадо часто привозили к тонгва свой товар (керамикой, хлопковыми одеялами, кусками гематита, используемого для изготовления красной краски) и выменивали его на бусины, смолу и мыльный камень.

## Верования
О верованиях тонгва известно мало. Сохранилось несколько историй о сотворении мира. Согласно одной из них, мир возник из хаоса и установился на плечах семи гигантов. Первыми творениями были брат и сестра — Небо (Ночь) и Земля, кто также были мужем и женой. Затем 6 различных творений создали окружающий мир и богоподобного Вийота, кто руководил людьми долгое время, пока его не убили его сыновья. Вийот переродился в луну, а Ночь разделил языки, расселил людей по разным местам.
Затем появился (или родился) божественный Чингиснич и в противовес появившемуся католицизму основал религию, которую исповедовали во времена прихода европейцев. У Чингиснича несколько имён: Соар (до инициации), Тобет (имя в танце, также сам костюм для танца, с которым он познакомил людей), Квавар (когда он достиг звёзд). По разным версиям его родителями были Таку и Аузар, либо его родила земля Tamáayawut, и у него «нет ни отца, ни матери», либо он спустился со звёздного неба. Два века продолжаются споры о том, кем был Чингиснич — божеством или пророком. Также выдвигаются предположения, что он стал результатом переложения христианских проповедей, называют его «Индейским Христом», находя параллели в их судьбах. Священным местом Чингиснича считается Повунга (в устье реки Сан-Гейбриел).
Первые свидетельства этой религии сделаны падре Джеронимо Боскана из миссии Сан-Хуан в 1820 году. На острове Санта-Каталина сохранились изображения китов и дельфинов, согласно верованию, охраняющих мир, наскальные рисунки людей в одеянии птиц. Другими важными космогоническими фигурами были солнце, луна, ворон, ворона, сова, орёл. Основными ценностями религии тонгва считались уважение старости, мужественности и сакрального. В ритуальных целях шаманами и на обряде инициации мальчиками принимались листья психотропного кустарника Datura meteloides (как и у мексиканского народа яки). Сегодня связанные с этой религией церемонии справляются в некоторых отдалённых поселениях юга-востока родины тонгва.
По свидетельствам испанцев 1602 года на острове Санта-Каталина (Пиму) находилась огороженная церемониальная площадка, украшенная перьями и некими фигурами, олицетворяющими солнце и луну. Там почиталась крупная стая ворон, которые называются посланниками или оракулами Чингиснича. Считается, многие церемонии и это святилище возникли благодаря Чингисничу.